# 朝鮮勞動黨出版社
朝鮮勞動黨出版社是朝鲜民主主义人民共和国執政黨朝鮮勞動黨轄下的出版社。該出版社專門負責出版勞動黨指導下的黨史外，還负责出版国际共产主义运动理论家马克思、恩格斯、列宁、斯大林、毛泽东和朝鲜劳动党已故领袖金日成、金正日和现任劳动党总书记金正恩的著作，以及有關主體思想的書籍。该出版社的總部位于首都平壤，現任社長兼總編輯是李英鐵。
朝鲜劳动党出版社前身是北朝鲜劳动党出版社，其于1967年以前出版过大量马克思、恩格斯、列宁、斯大林和毛泽东、胡志明等社会主义国家领导人朝鲜文著作。其于1948-1949年间庆祝斯大林诞辰70周年出版过《斯大林全集》1-5卷，1949-1950年间出版过《马克思著作选集》两卷八册、《列宁著作选集》两卷八册，1954-1961年间出版过《列宁全集》1-39卷，1955年出版《马克思恩格斯著作选集》2卷四册，1961-1966年间出版《马克思恩格斯全集》1、2、4、5、6、7、8、9、20、23（上下）。1963年出版《马克思恩格斯选集》两卷，1966年再版。1964-1965年间出版《斯大林选集》1-3卷，1953-1954年间出版过《毛泽东选集》1-3卷六册，1965年出版过《胡志明主要著作集》等。
同时，朝鲜劳动党出版社还出过大量马列主义朝鲜文单行本，包括1948年斯大林著作《无政府主义还是社会主义》；1950年出版的列宁《一步前进，两步退却》；1954年列宁《唯物论和经验批判论》，1963年再版改成横排；1955-1959年间马克思《资本论》1-3卷五册，1964-1965再版《资本论》第一卷上下，并以此版本编译《马克思恩格斯全集》朝鲜文版第23卷上下；1955年出版马克思恩格斯合著《共产党宣言》，1959年再版；1955年出版恩格斯的单行本《反杜林论》、《家族私有制和国家的起源》，其中《反杜林论》于1966年再版；1956年出版马克思《政治经济学批判》和恩格斯的《德国农民战争》；1957年恩格斯《自然辩证法》，1966年再版；1957年出版马克思恩格斯《关于历史唯物主义的书信集》、马克思《黑格尔法哲学批判序言》；1958年出版马克思单行本《神圣家族》和《哲学的贫困》，恩格斯的《在马克思墓前的讲话》；1960年出版马克思《雇佣劳动和资本》；1962年马克思《剩余价值学说史》第一卷；1963年出版列宁《无产阶级革命和叛徒考茨基》；1963年出版斯大林《辩证唯物主义和历史唯物主义》；1966年马克思《剩余价值学说史》第二卷等。
此外，朝鲜劳动党出版社还于1967年以前出版过大量朝鲜文马恩列斯著作集结、苏联教科书。如1947年出版斯大林言论集《列宁主义诸问题》，1949年再版三册；1949年北朝鲜劳动党出版社出版《苏联共产党历史简略教程》；1949年劳动党出版社庆祝斯大林诞辰70周年出版的《斯大林传略》；1950-1951年汉谚混写版马克思恩格斯合著《共产党宣言》、列宁单行本《苏维埃政权的当前任务》；1952年出版社斯大林《马克思主义与语言学问题》；1953-1954年间出版的《列宁斯大林论社会主义经济建设》四本；《列宁斯大林论党建设》两卷八册；《历史唯物论》上下；1954年《约 斯大林 苏联社会主义经济学问题论文集》；1955年《辩证的唯物论》，1957年改成科学院出版社的横排版；1955年出版苏联《政治经济学教科书》上下，1960年再版；1956年出版列宁著作集《列宁关于青年》、《列宁传略》；1957年出版列宁著作集《关于哲学家论文集》、《列宁关于文学》，其中1958年再版《列宁关于文学》；1958年出版《马克思恩格斯回忆录》；1959年《马克思主义基本原理》和列宁著作集《拥护马克思主义，反对修正主义》；1960年出版《列宁回忆录》(1)；1961年出版《苏联共产党纲领》；1964年出版《马恩列斯论工人阶级历史使命》、《马恩列斯反对修正主义》；1965年出版《马恩列斯论马列主义革命理论与战术》三册；《马恩列斯论工人阶级的党》；1966年出版《马克思恩格斯论文学艺术》等。
另外，朝鲜劳动党出版社于1973年出版了四卷精装《毛泽东选集》，并在七十年代出版部分毛泽东单行本，例如《矛盾论》、《实践论》朝鲜文版。据韩国金秀行1989年编译出版的《资本论》第一卷上前言信息，朝鲜劳动党出版社于1980年和1984年出版过《马克思恩格斯全集》朝鲜文第24卷、第25卷（即《资本论》第二卷、第三卷）。即完成1966年以后中断的马列著作编译事宜。